# Johann Vest

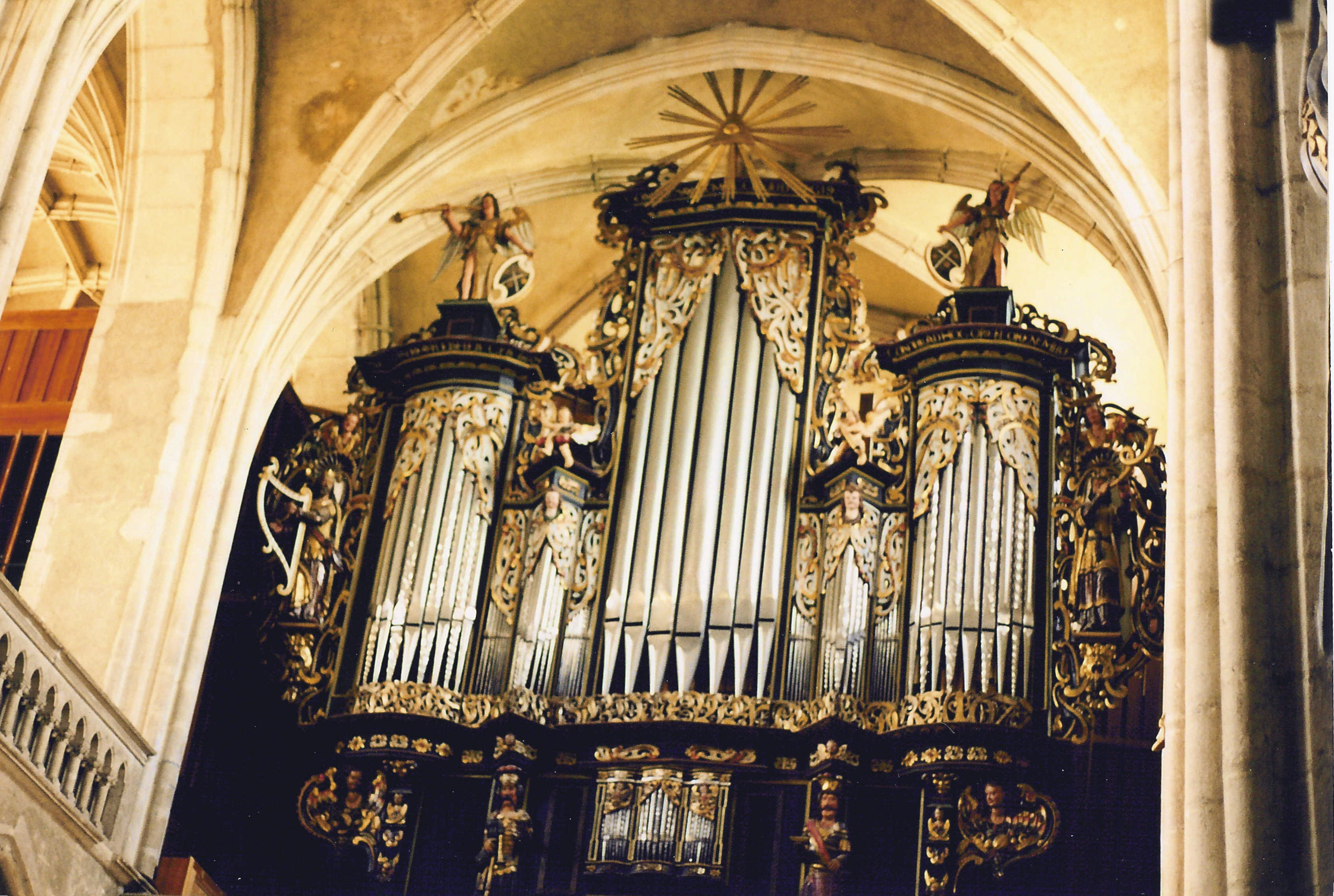
Orgelprospekt in Hermannstadt von 1672

Johann Vest (auch Johann Fest, Johannes Vest; * um 1630, † 1694) war ein deutscher Orgelbauer in Hermannstadt in Siebenbürgen.

## Leben
Johann Vest stammte aus Bartfeld (heute Bardejov) oder Leutschau (heute Levoča) im damaligen habsburgischen Oberungarn (heute Slowakei). 1668 baute er eine Orgel in Eperies (heute Prešov). Um 1671 kam er nach Hermannstadt in Siebenbürgen und baute die größte Orgel in Ungarn. Er blieb in der Stadt und baute weitere neu oder um. Von 1693 ist die letzte Arbeit bekannt.
Seine Orgeln stehen in der schlesisch-sächsischen Orgelbautradition.

## Werke (Auswahl)
Johann Vest baute einige Orgeln in Siebenbürgen und Oberungarn neu oder um. Erhalten sind die Prospekte in Prešov, Hermannstadt und Schäßburg, sowie Teile in Baaßen (vorher in Mediasch) als wohl die ältesten in Siebenbürgen.
| Jahr       | Ort                             | Gebäude                        | Bild | Manuale | Register | Bemerkungen |
| ---------- | ------------------------------- | ------------------------------ | ---- | ------- | -------- | --- |
| 1668–1670  | Eperies, heute Prešov, Slowakei | Evangelische Kirche            |      | I/P     |          | Prospekt erhalten, darin Werk von Rieger, um 1913 |
| 1671–1672  | Hermannstadt/Sibiu              | Stadtpfarrkirche               |      | II/P    | 40.      | 2.700 Pfeifen, damals größte Orgel in Ungarn, Prospekt erhalten, darin neues Werk von Sauer von 1915 mit 80 Registern – Heutige Orgel                                                       |
| 1675       | Grossau/Cristian                | Evangelische Kirche            |      |         |          | 1752 umgesetzt nach Neppendorf, 1801 ersetzt durch Johannes Hahn jun. |
| 1675, 1680 | Mediasch/Mediaș                 | Evangelische Margarethenkirche |      |         |          | umfangreiche Umbauten durch Vest, 1757 umgesetzt nach Baaßen/Bazna mit neuem Prospekt durch Johannes Hahn, 1906 Umdisponierung, 2013/16 Restaurierung und Rekonstruktion der Orgel von 1680 |
| 1680       | Schäßburg/Sighișoara            | Klosterkirche                  |      |         |          | Prospekt erhalten, 1905 darin neues Werk von Rieger, restauriert – Heutige Orgel |
| 1693       | Kronstadt?Brașov                | Schwarze Kirche                |      |         |          | aus Resten der alten Orgel nach Stadtbrand von 1689, 1836 ersetzt durch Buchholz |